# Hvozd u Rakovníka
Hvozd (deutsch Tiefenhain) ist eine Gemeinde mit 154 Einwohnern in Tschechien. Sie liegt sieben Kilometer südwestlich von Rakovník und gehört zum Okres Rakovník. Die Gemeinde erstreckt sich über eine Fläche von 367 ha.

## Geographie
Das Dorf befindet sich im Quellgebiet des Baches Tyterský potok in 484 m ü. M. im Rakonitzer Hügelland. Im Nordwesten erhebt sich der Berg Senecká hora (506 m).
Nachbarorte sind Senec im Norden, Pavlíkov im Osten, Panoší Újezd im Süden, Malinová im Westen sowie Žďáry und Příčina im Nordwesten.

## Geschichte
Die erste schriftliche Überlieferung stammt aus Jahre 1352. Die Besiedlung ist jedoch älter, wie ein prähistorisches Gräberfeld im Norden des Dorfes, auf dem später die Kirche errichtet wurde, belegt. Zwischen 1710 und 1712 erfolgte der Umbau der Kirche im Barockstil.

## Sehenswürdigkeiten
- barocke Kirche Johannes des Täufers, das ehemals gotische Bauwerk erhielt seine heutige Form in den Jahren 1710–1712
- Steinkreuz an der Kirche, errichtet in der Mitte des 19. Jahrhunderts
- Historischer Meilenstein aus Sandstein und gusseisernes Kreuz an der Straße nach Malinová an der Stelle einer Kreuzung mit dem alten Fuhrweg nach Rakovník

## Gemeindegliederung
Die Gemeinde Hvozd besteht aus den Ortsteilen Hvozd und Žďáry (Brand).